# Йорг Міхаель
Йорг Міхаель (народився 27 березня 1963 року) німецький барабанщик. Добре відомий по своїх виступах у фінському павер-метал гурті Stratovarius, the German thrash metal band Headhunter, і декількох інших гуртах.
У більшості гуртів Йорг грав у жанрі павер-метал. Першим альбомом, у записі якого він узяв участь, був Prayers of Steel гурту Avenger (пізніше гурт змінив назву на Rage). У середині 80-х він не був постійно у якомусь одному гурті, а зосередився на роботі сесійного барабанщика, саме з цим пов'язаний довгий список гуртів, де він грав.

## Дискографія

### З Avenger
- Prayers of Steel (1984)
- Depraved to Black (EP, 1985)

### ЗRage
- Reign of Fear (1986)
- Execution Guaranteed (1987)
- 10 Years in Rage (1994)

### З Der Riss
- They All Do What Their Image Says (EP, 1986)

### З 100 Names
- 100 Names (1986)

### З The Raymen
- Going Down to Death Valley (1986)
- The Rebel Years (best-of) (1995)

### З Mekong Delta
- Mekong Delta (1986)
- The Music of Erich Zann (1988)
- Toccata (1989)
- The Principle of Doubt (1989)
- Dances of Death (and Other Walking Shadows) (1990)
- Classics (1993)

### З X-Mas Project
- X-Mas Project (1986)

### ЗAxel Rudi Pell
- Wild Obsession (1989)
- Nasty Reputation (1990)
- Eternal Prisoner (1992)
- The Ballads (1993)
- Between the Walls (1994)
- Made in Germany (1995)
- Black Moon Pyramid (1996)
- Magic (1997)
- Oceans of Time (1998)
- The Ballads II (1999)

### З Laos
- Laos (1989)
- We Want It (EP, 1990)
- More than a Feeling (EP, 1993)
- Come Tomorrow (EP, 1993)

### З Headhunter
- Parody of Life (1990)
- A Bizarre Gardening Accident (1993)
- Rebirth (1994)
- Parasite Of Society (2008)

### З Schwarzarbeit
- Third Album' (1990)

### ЗGrave Digger
- The Reaper (1993)
- Symphony of Death (EP, 1994)

### ЗRunning Wild
- Black Hand Inn (1994)
- Masquerade (1995)
- The Rivalry (1998)

### З Glenmore
- For the Sake of Truth (1994)

### З House of Spirits
- Turn of the Tide (1994)
- Psychosphere (1999)

### З Unleashed Power
- Mindfailure (1997)
- Absorbed (EP, 1999)

### З Andreas Butler
- Achterbahn Fahrn (1995)

### WithStratovarius
- Episode (1996)
- Visions (1997)
- Visions of Europe-Live (1998)
- Destiny (1998)
- The Chosen Ones-Best of (1999)
- Infinite (1999)
- Intermission (2000)
- Elements, Pt. 1 (2002)
- Elements, Pt. 2 (2003)
- Stratovarius (2005)
- Polaris (2009)
- Elysium (2011)

### З Avalon
- Mystic Places (1997)

### З Die Herzensbrecher
- Seid Glücklich Und Mehret Euch (1998)

### З Andy & The Traceelords
- Pussy! (1998)

### ЗSaxon
- Lionheart (2004)
- The Eagle Has Landed - Pt. III (2006) - Drums on "Lionheart tour" tracks

## Участь як запрошеного музиканта

### ЗMetal Sword
- Metal Sword (1986)

### З Kaledon
- Chapter 3: The Way of the light (2005)

### З Beto Vázquez Infinity
- Beto Vázquez Infinity (2001) — Producer

### З Tom Angelripper
- Ein Schöner Tag (1995)

## Обладнання
Міхаель в даний час використовує акрилові барабани Kirchhoff Schlagwerk, цимбали Meinl AMUN/MB20 Series, педаль DW 5000 Delta, і палички Vic Firth. Раніше він використовував в основному барабани Premier і інколи барбани Tama.

### Гастрольне обладнання (2010)
Kirchhoff Schlagwerk Acrylic Drums with artic clear/snow vivid finish
- 10x8' Tom
- 12x9' Tom
- 14x14' Floor Tom
- 16x16' Floor Tom
- 22x20' Bass Drum x2
- 14x6,5' Snare
- 12x5' Snare
- 10x5' Snare

Cymbals by Meinl
- MB20-10RS-B 10" Rock Splash MB20
- MB20-12RS-B 12" Rock Splash MB20
- MB20-14HSW-B 14" Heavy Soundwave Hihat, pair MB20
- MB20-15HSW-B 15" Heavy Soundwave Hihat, pair MB20
- MB20-16MHC-B 16" Medium Heavy Crash MB20
- MB20-18MHC-B 18" Medium Heavy Crash MB20
- MB20-20MHC-B 20" Medium Heavy Crash MB20
- MB20-16HC-B 16" Heavy Crash MB20
- MB20-17HC-B 17" Heavy Crash MB20
- MB20-18HC-B 18" Heavy Crash MB20
- MB20-19HC-B 19" Heavy Crash MB20
- MB20-20HC-B 20" Heavy Crash MB20
- MB20-18RCH-B 18" Rock China MB20
- MB20-20RCH-B 20" Rock China MB20
- MB20-20MHR-B 20" Medium Heavy Ride MB20
- MB20-20HR-B 20" Heavy Ride MB20

Sticks
- Vic Firth "american classic rock Jörg Michael weight"

Drum chair by Tama